# Ogdemier (przystanek kolejowy)
Ogdemier (biał. Агдэмер, ros. Огдемер) – przystanek kolejowy w miejscowości Ogdemier, w rejonie drohiczyńskim, w obwodzie brzeskim, na Białorusi. Leży na linii Homel - Łuniniec - Żabinka.